# Apocephalus denotatus
Apocephalus denotatus är en tvåvingeart som beskrevs av Brown 2000. Apocephalus denotatus ingår i släktet Apocephalus och familjen puckelflugor. Inga underarter finns listade i Catalogue of Life.